# محافظة بونغسان
محافظة بونغسان هي محافظة تقع في هوانغهاي الشمالية، كوريا الشمالية.